# 21556 Крістінелі
21556 Крістінелі (21556 Christineli) — астероїд головного поясу, відкритий 24 серпня 1998 року.
Тіссеранів параметр щодо Юпітера — 3,481.